# Kvas

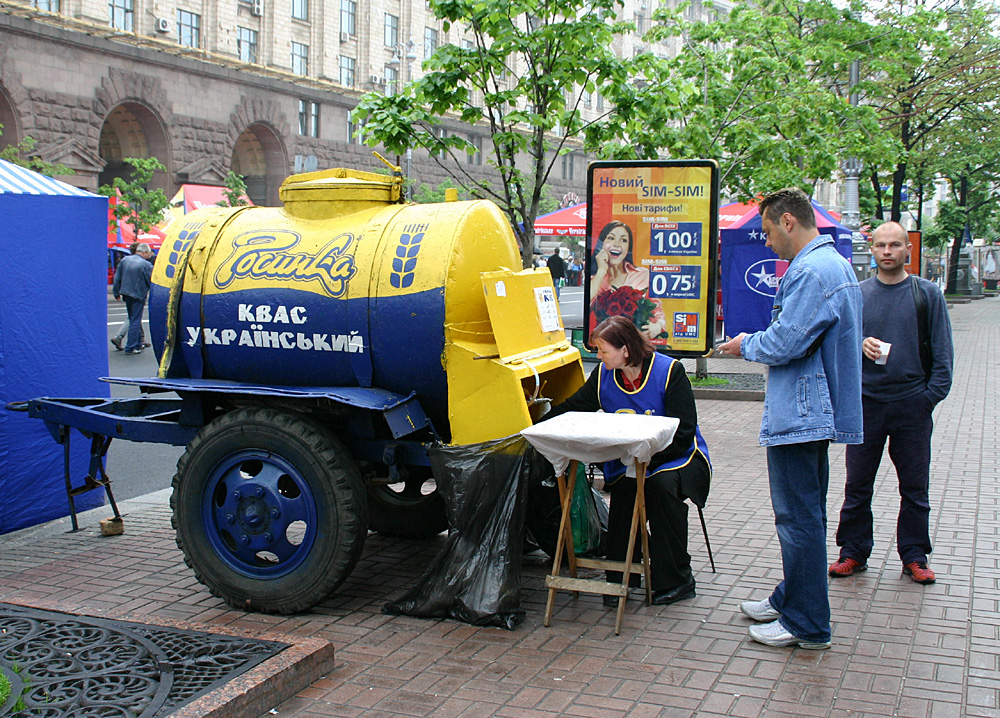
Un vendedor callejero de kvas en la calle de Khreschatyk en Kiev, Ucrania.

Kvas (en ruso y ucraniano, квас; en polaco: kwas chlebowy; en lituano: gira; en estonio: kali; en letón: kvass) es una bebida tradicional eslava y báltica. La bebida es agridulce y se elabora a base de harina y malta de centeno o cebada o de pan de centeno seco, a veces con la adición de hierbas, miel, especias, remolacha o fruta. El kvas no solo se utiliza como bebida, sino que también es la base de las sopas frías clásicas de la cocina rusa, conocidas como "okroshka". Hay kvas con alcohol y sin alcohol.
Es popular en Rusia, Ucrania, Bielorrusia y otros Estados de Europa Oriental y la antigua Unión Soviética.

## Elaboración

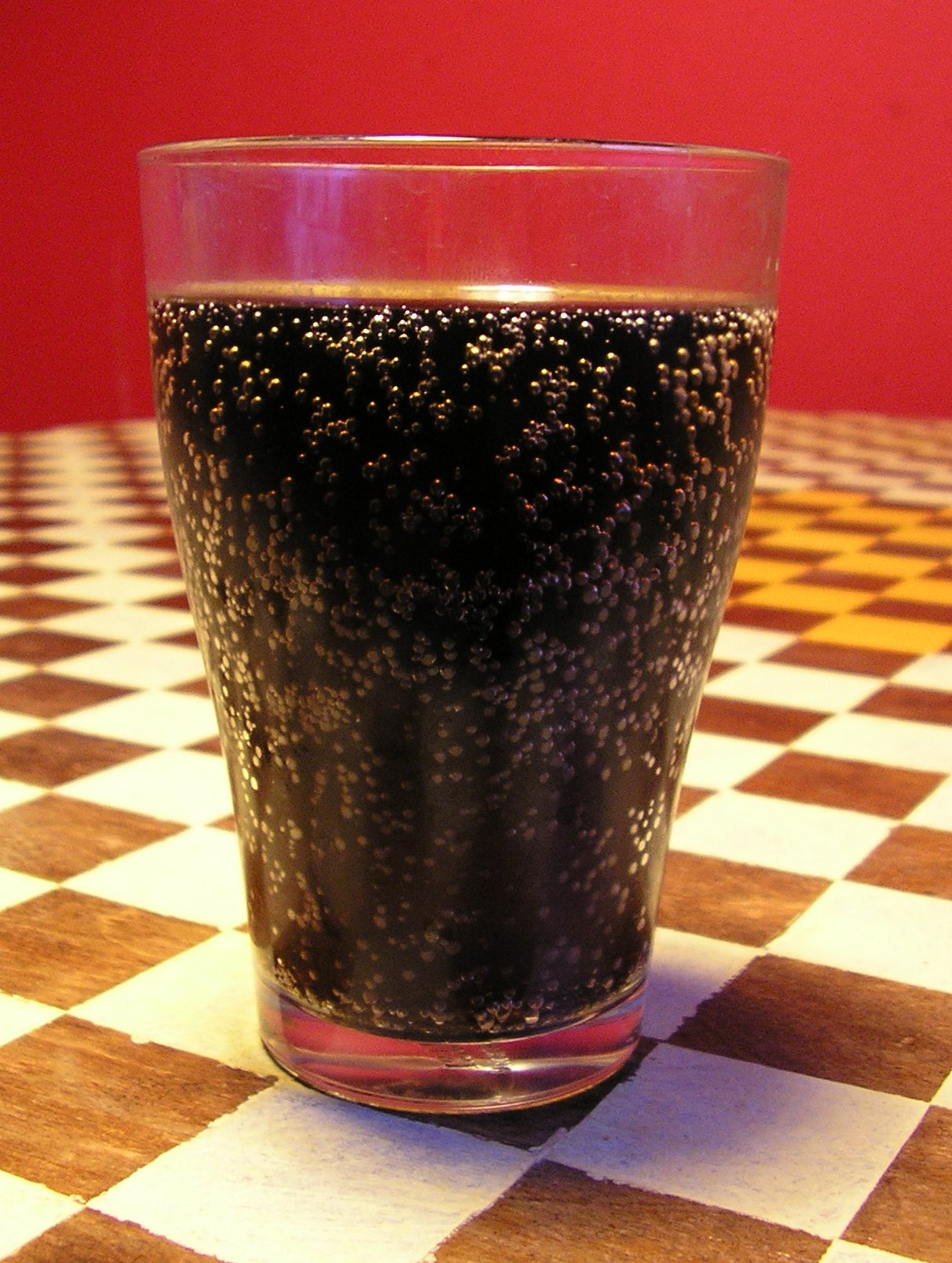
Un vaso de Kvas de pan de centeno tostado.

El kvas se elabora con diferentes técnicas, ingredientes y cultivos vivos. Algunos kvases se fermentan con levaduras industriales, otros con lactobacterias especiales, otros con microorganismos naturales que abundan sobre algunas frutas o flores. El proceso básico es unir varios ingredientes, principalmente el agua, azúcar o miel, saborizante natural (frutas, verduras, flores, raíces u otros) y los cultivos vivos que se encargan de la fermentación consumiendo azúcares.

## Usos
El principal uso es como una bebida que es muy popular en Rusia y en Ucrania donde puede encontrarse casi en cualquier calle de las ciudades más importantes. 
En la gastronomía rusa se emplea el kvas para cocinar una sopa fría de verano denominada "okroshka".

Es refrescante y posee una importante cantidad de nutrientes, 